# Tugger
Tugger är ett trehjuligt elfordon avsedd som transportbil eller tyngre flakmoped för industri eller som distributionsfordon för postgods. Det användes av Posten och som redskapsbärare av kommuner och industrier. Tugger utvecklades av Douglas Grundevik och den tillverkades och vidareutvecklades mellan åren 1989 och 2002 av bland annat företaget Svenska TradeWind AB i Bengtsfors. Den specialanpassades till kunder med bland annat L-formad lastflak och väderskydd. Den fanns också som tvåhjulig terrängmotorcykel med traktormönstrade däck och en Rotaxmotor på 277 cc med variatordrivning och tvåväxlad växellåda.